# برانکوویتسه
برانکوویتسه (به چکی: Brankovice) یک منطقهٔ مسکونی در جمهوری چک است که در ناحیه ویشکوو واقع شده‌است. برانکوویتسه ۱۲٫۱۵ کیلومتر مربع مساحت و ۸۷۸ نفر جمعیت دارد و ۲۴۸ متر بالاتر از سطح دریا واقع شده‌است.